# Nabiodrek

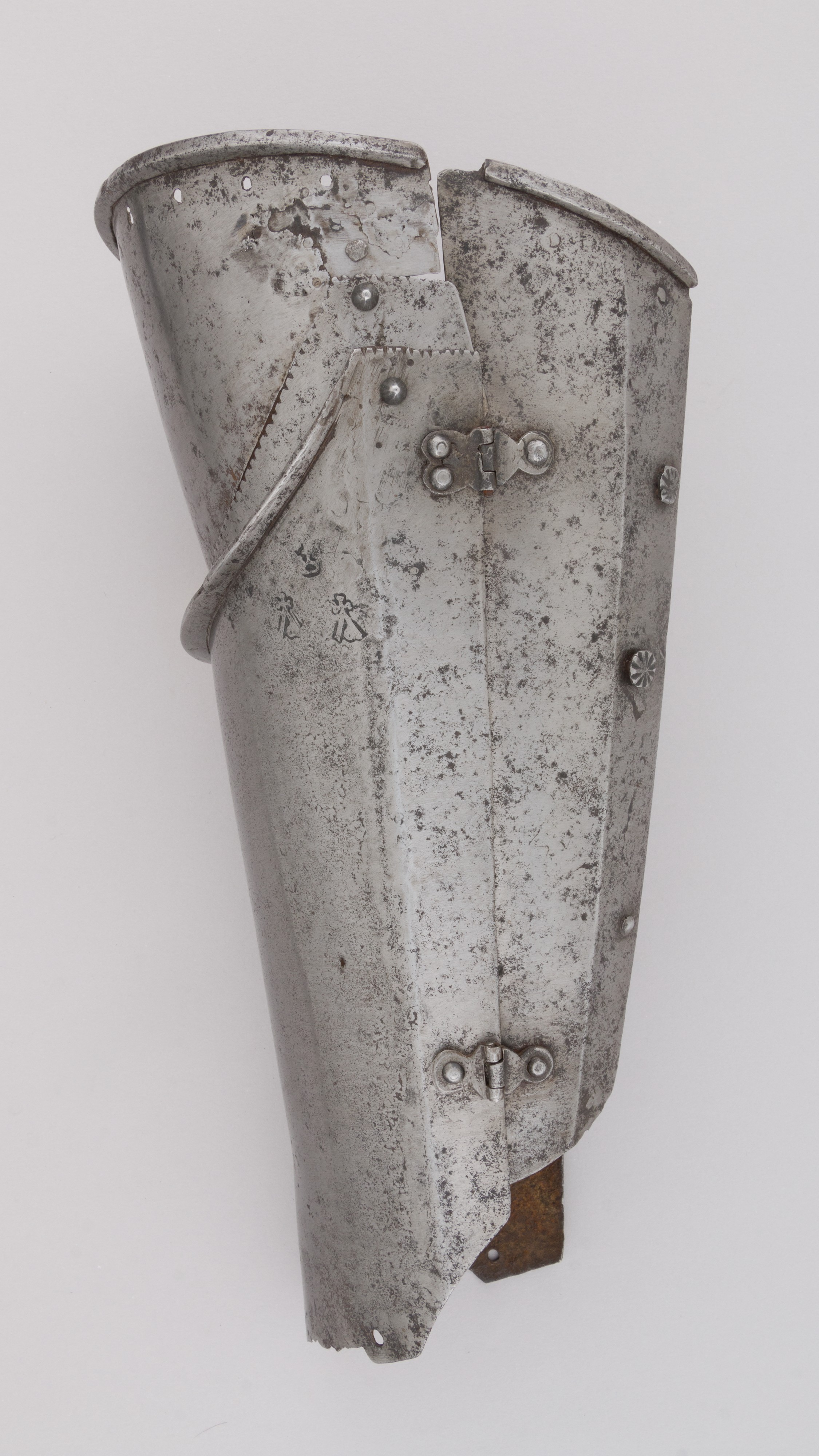
Nabiodrek

Nabiodrek – część zbroi (najczęściej płytowej) zakładana na uda, chroniąca nogę od pachwiny po kolano (chronione przez nakolanek). Nabiodrek wchodził w skład bigwantów.